# Q12 Trivia
Q12 Trivia és un videojoc de trivia per a dispositius mòbils iOS i Android, llançat el 26 de juny de 2018 per l'empresa Rooftop Development SL. Els usuaris participen gratuïtament en el joc diari a través del qual poden guanyar o compartir un premi en metàl·lic. L'app Q12 Trivia ha estat fundada per l'empresari Carlos Alcántara.
El joc és un concurs que s'emet en directe cada dia mitjançant l'aplicació mòbil, dirigit per un presentador i amb fins a 2.000 euros a repartir entre tots els que siguin capaços de superar les 12 preguntes de les quals es componen el joc. Preguntes de cultura general, barrejant literatura, matemàtiques, geografia, història, música, cinema...
Darrere de Q12 hi ha un equip format per cinc persones. Carlos Alcántara és el fundador i CEO de la companyia, mentre que Paul Soto és el Director de Tecnologia i Francisco Fernández-Cueto és el productor. Les cares visibles o conductors de l'app-programa són Toni Cano i Juanjo de la Iglesia (conegut entre d'altres aparicions per co-presentar Caiga quien caiga en la seva primera etapa), que a més exerceix de guionista i responsable de contingut.

## Mode de joc
Cada dia a les deu de la nit (hora peninsular) i després d'un breu compte enrere, un presentador en directe des d'un estudi de Madrid planteja 12 rondes de preguntes, cadascuna d'elles amb tres opcions de resposta. Els usuaris connectats (el número dels quals pots veure en temps real) tenen 10 segons per a triar la que consideren que és la correcta. Si encertes, passes a la següent ronda; si falles, quedes eliminat.
Després de cada pregunta, a més de conèixer l'explicació de la resposta, podem veure quantes persones segueixen endavant. El premi, que es cobra via PayPal, es reparteix entre tots els que siguin capaços de superar les dotze preguntes, per la qual cosa la quantia va variant cada dia en funció de quantes persones arriben al final.
Es pot aconseguir un «comodí», una vida extra, per cada partida. Això permet que al fallar una pregunta es pugui continuar en la següent ronda, tret que es tracti de la pregunta final, on no es podrà emprar la vida extra. Per aconseguir vides extra és necessari convidar a altres amics que es descarreguin l'aplicació. Una vegada descarregada, s'ha d'indicar que «venen recomanats» per l'usuari que ha convidat, consignant el nom d'usuari. Això permet obtenir una vida extra tant al jugador com als convidats. Aquesta és una de les principals maneres que té Q12 d'expandir-se i donar-se a conèixer entre més usuaris.

## Antecedents
El tipus de format té el seu origen als Estats Units. Rus Yusupov i Colin Kroll, creadors de la ja extinta xarxa social de vídeo curts, Vine, són els culpables del format meitat aplicació mòbil, meitat concurs de televisió. El joc/aplicació pioner es diu HQ Trivia, i cada dia en un horari concret (3 pm GMT -4.00 h) s'emet el programa en directe, programa que únicament podrà veure's mitjançant la seva aplicació mòbil.
El format és el típic de preguntes i respostes, dura tan sols 15 minuts i durant aquest temps els usuaris han de respondre a 12 preguntes (on la dificultat va augmentant) i triant entre les opcions múltiples ofertes. Els participants (és a dir, els usuaris connectats a l'aplicació) tenen 10 segons per pregunta per a respondre abans que arribi la següent. El premi al qual s'opta, és un premi en metàl·lic .